# Дружество за разпространение на гръцката просвета
Дружество за разпространение на гръцката просвета (на гръцки: Σύλλογος προς Διάδοσιν των Ελληνικών Γραμμάτων) е гръцка организация за пропаганда на гръцката просвета. Създадена е 30 април 1869 година с указ на крал Георгиос I. Целта на силогоса е „навсякъде из диаспората да разпространява гръцката просвета“ както пише на външния министър Теодорос Делиянис първият председател на организацията Александрос Г. Судзос. Основната грижа на силогоса е насърчаване на гръцката култура там, където тя е притисната „от Драч до Трапезунд и от Крит до Хемус и отвъд до Дунава и Карпатите“. Асоциацията играе активна роля в гръцката пропаганда в Македония.